# Formazione ideale della NFL degli anni 2000
La formazione ideale della NFL degli anni 2000, in inglese NFL 2000s All-Decade Team, fu scelta dai giurati della Pro Football Hall of Fame.  La squadra è composta giocatori che hanno fornito prestazioni eccezionali nella National Football League negli anni duemila e i prescelti furono annunciati durante il pre-partita del Pro Bowl 2010.
La formazione consiste in una prima e seconda squadra, sia offensiva che difensiva, unità degli special team oltre che un primo e secondo capo-allenatore.
Note:
- I giocatori sono inseriti nella prima o seconda formazione solamente secondo un criterio alfabetico
- Se sotto "Hall of Fame" c'è una "e" seguita da un anno,ad esempio "e-2019", significa che quello è l'anno in cui il giocatore diventerà eleggibile per la Pro Football Hall of Fame.

## Attacco
| Ruolo         | Prima squadra                                                                             | Hall of Fame? | Seconda squadra                                                                         | Hall of Fame? |
| ------------- | ----------------------------------------------------------------------------------------- | ------------- | --------------------------------------------------------------------------------------- | ------------- |
| Quarterback   | Tom Brady (New England Patriots)                                                          | e-2027        | Peyton Manning (Indianapolis Colts)                                                     | si            |
| Running back  | Edgerrin James (Indianapolis Colts, Arizona Cardinals, Seattle Seahawks)                  | No            | Shaun Alexander (Seattle Seahawks, Washington Redskins)                                 | No            |
| Running back  | LaDainian Tomlinson (San Diego Chargers)                                                  | Sì            | Jamal Lewis (Baltimore Ravens, Cleveland Browns)                                        | e-No          |
| Fullback      | Lorenzo Neal (Tennessee Titans, Cincinnati Bengals, San Diego Chargers, Baltimore Ravens) | No            | Tony Richardson (Dallas Cowboys, Kansas City Chiefs, Minnesota Vikings, New York Jets)  | e-2016        |
| Wide receiver | Marvin Harrison (Indianapolis Colts)                                                      | Sì            | Torry Holt (St. Louis Rams, Jacksonville Jaguars)                                       | No            |
| Wide receiver | Randy Moss (Minnesota Vikings, Oakland Raiders, New England Patriots)                     | Sì            | Terrell Owens (San Francisco 49ers, Philadelphia Eagles, Dallas Cowboys, Buffalo Bills) | Sì            |
| Tight end     | Tony Gonzalez (Kansas City Chiefs, Atlanta Falcons)                                       | e-2019        | Antonio Gates (San Diego Chargers)                                                      | Attivo        |
| Tackle        | Walter Jones (Seattle Seahawks)                                                           | Sì            | Orlando Pace (St. Louis Rams, Chicago Bears)                                            | Sì            |
| Tackle        | Jonathan Ogden (Baltimore Ravens)                                                         | Sì            | Willie Roaf (New Orleans Saints, Kansas City Chiefs)                                    | Sì            |
| Guardia       | Alan Faneca (Pittsburgh Steelers, New York Jets)                                          | No            | Larry Allen (Dallas Cowboys, San Francisco 49ers)                                       | Sì            |
| Guardia       | Steve Hutchinson (Seattle Seahawks, Minnesota Vikings)                                    | No            | Will Shields (Kansas City Chiefs)                                                       | No            |
| Centro        | Kevin Mawae (Seattle Seahawks, New York Jets, Tennessee Titans)                           | No            | Olin Kreutz (Chicago Bears)                                                             | No            |

## Difesa
| Ruolo            | Prima squadra                                           | Hall of Fame? | Seconda squadra                                                                  | Hall of Fame? |
| ---------------- | ------------------------------------------------------- | ------------- | -------------------------------------------------------------------------------- | ------------- |
| Defensive end    | Dwight Freeney (Indianapolis Colts)                     | No            | Julius Peppers (Carolina Panthers)                                               | No            |
| Defensive end    | Michael Strahan (New York Giants)                       | Sì            | Jason Taylor (Miami Dolphins, Washington Redskins)                               | Sì            |
| Defensive tackle | Warren Sapp (Tampa Bay Buccaneers, Oakland Raiders)     | Sì            | La'Roi Glover (New Orleans Saints, Dallas Cowboys, St. Louis Rams)               | No            |
| Defensive tackle | Richard Seymour (New England Patriots, Oakland Raiders) | No            | Kevin Williams (Minnesota Vikings)                                               | No            |
| Linebacker       | Derrick Brooks (Tampa Bay Buccaneers)                   | Sì            | Joey Porter (Pittsburgh Steelers, Miami Dolphins)                                | No            |
| Linebacker       | Ray Lewis (Baltimore Ravens)                            | Sì            | Zach Thomas (Miami Dolphins, Dallas Cowboys)                                     | No            |
| Linebacker       | Brian Urlacher (Chicago Bears)                          | Sì            | DeMarcus Ware (Dallas Cowboys)                                                   | e-2022        |
| Cornerback       | Champ Bailey (Washington Redskins, Denver Broncos)      | e-2019        | Ronde Barber (Tampa Bay Buccaneers)                                              | No            |
| Cornerback       | Charles Woodson (Oakland Raiders, Green Bay Packers)    | e-2021        | Ty Law (New England Patriots, New York Jets, Kansas City Chiefs, Denver Broncos) | No            |
| Safety           | Brian Dawkins (Philadelphia Eagles, Denver Broncos)     | Sì            | Troy Polamalu (Pittsburgh Steelers)                                              | e-2019        |
| Safety           | Ed Reed (Baltimore Ravens)                              | e-2019        | Darren Sharper (Green Bay Packers, Minnesota Vikings, New Orleans Saints)        | No            |

## Special teams
| Ruolo         | Prima squadra                                             | Hall of Fame? | Seconda squadra                                 | Hall of Fame? |
| ------------- | --------------------------------------------------------- | ------------- | ----------------------------------------------- | ------------- |
| Kicker        | Adam Vinatieri (New England Patriots, Indianapolis Colts) | Attivo        | David Akers (Philadelphia Eagles)               | No            |
| Punter        | Shane Lechler (Oakland Raiders)                           | No            | Brian Moorman (Buffalo Bills)                   | No            |
| Kick returner | Joshua Cribbs (Cleveland Browns)                          | No            | Dante Hall (Kansas City Chiefs, St. Louis Rams) | No            |
| Punt Returner | Dante Hall (Kansas City Chiefs, St. Louis Rams)           | No            | Devin Hester (Chicago Bears)                    | e-2021        |

## Allenatore
| Ruolo      | Prima squadra                         | Hall of Fame? | Seconda squadra                                       | Hall of Fame? |
| ---------- | ------------------------------------- | ------------- | ----------------------------------------------------- | ------------- |
| Allenatore | Bill Belichick (New England Patriots) | Attivo        | Tony Dungy (Tampa Bay Buccaneers, Indianapolis Colts) | Sì            |